# Elio Verde
Elio Verde (10 de setembro de 1987 - Trentola-Ducenta) é um judoca italiano que participou das Olimpíadas de 2012 na categoria até 60 kg. Perdeu a semi-final para Hiroaki Hiraoka, e para Felipe Kitadai na disputa pelo bronze, não alcançando nenhuma medalha nesta competição.